# La Sieste (Gauguin)
Pour les articles homonymes, voir La Sieste.
La Sieste est un tableau du peintre français Paul Gauguin réalisé entre 1892 et 1894. Cette huile sur toile est conservée au Metropolitan Museum of Art, à New York.